# Aceratium pittosporoides
Aceratium pittosporoides är en tvåhjärtbladig växtart som beskrevs av Schlechter. Aceratium pittosporoides ingår i släktet Aceratium och familjen Elaeocarpaceae. Inga underarter finns listade i Catalogue of Life.